# Kozace, Orjîțea
Kozace (în ucraineană Козаче) este un sat în comuna Voronînți din raionul Orjîțea, regiunea Poltava, Ucraina.

## Demografie
Componența lingvistică a localității Kozace
     Ucraineană (96,36%)
     Rusă (3,18%)
     Alte limbi (0,45%)
Conform recensământului din 2001, majoritatea populației localității Kozace era vorbitoare de ucraineană (96,36%), existând în minoritate și vorbitori de rusă (3,18%).